# Епъл
 Тази статия е за производителя на изчислителна техника.  За звукозаписната компания вижте Apple Records.  
Apple Inc. (предишно име: Apple Computer Inc.; [æp(ə)lˌɪŋk], транскрипция: Апъл; NASDAQ: AAPL) е американска мултинационална корпорация за производство и продажба на потребителска електроника, компютърен софтуер и персонални компютри. Най-известните продукти на компанията са персоналните компютри Macintosh, операционната система macOS, портативните мултимедийни плеъри iPod, мултимедийния браузър iTunes, уеб браузъра Safari и мобилната операционна система iOS. Към 24 септември 2020 г. тя управлява 511 магазина за продажба на дребно в 25 страни и онлайн магазин, където се продават софтуерни и хардуерни продукти. Към 2020 г. Apple е втората компания с най-голяма пазарна капитализация в света след Microsoft.
Компанията е основана на 1 април 1976 г. в Купертино, Калифорния, в Силициевата долина. В продължение на 30 години тя носи името Apple Computer Inc., докато на 9 януари 2007 премахва „Computer.“ от името си, за да подчертае своето разширение към пазара за потребителска електроника – в допълнение на пазара за персонални компютри.
Apple притежава особена репутация в света на потребителската електроника, дължаща се на нейната задълбочена философия за продуктовия дизайн и на нейните отличителни рекламни кампании. В това се включва и клиентска база, която е вярна на компанията и марката, особено в Съединените щати.
На 2 август 2018 г. пазарната капитализация на Apple надминава 1 трилион (1000 млрд.) щатски долара.

## История на компанията
Още от 1976 г. Apple играе съществена роля в разработването и популяризирането на персоналния компютър.

### 1977 г.
През 1977 Apple създава първия персонален компютър получил широко разпространение – Apple II (познат в България с аналога му Правец 82), с операционна система с команден ред, но позволяваща използването и на софтуер, работещ в графичен режим. Apple II става хит при домашните потребители.

### 1983 г.
През 1983 г. Apple пуска Lisa – първия персонален компютър с бизнес насоченост и графичен потребителски интерфейс (GUI) – разработен преди това в изследователския център на Xerox Corporation в Palo Alto – (PARC – Palo Alto Research Center). Lisa също така е и първият компютър, притежаващ мишка, като стандартно периферно устройство (също изобретение на Xerox) – или цялостната концепция за графичен интерфейс, използвана от съвременните операционни системи.

### 1984 г.
През 1984 г. компютрите Macintosh излизат с по-нова версия на удобния за ползване GUI. Успехът на Apple с тях е сериозен фактор за налагането на графичния интерфейс при операционни системи за персонални компютри, например Commodore, Amiga и Atari ST, появили се две години по-късно. Характерно за компютрите Apple Macintosh е, че компютър и монитор се помещават в едно тяло. Apple разработват и интерфейса IEEE 1394, познат като FireWire

### 1991 г.
През 1991 г. Apple разработва мобилния компютър PowerBook.

### 2000 г.
През 2000 г. Apple е една от фирмите разширяващи обсега на софтуера, включвайки професионални приложения за видео, музика и фото, като по този начин превръща своите компютри в дигитален център (digital hub). По същото време пуска на пазара станалия най-известен музикален плеър в света – iPod.

### Други по-важни дати
След 1993 г. Apple е изместена от първото място на пазара на персонални компютри от т. нар. „x86 съвместими“ с операционна система Microsoft Windows, като основен пазарен недостатък се оказва това, че в компютрите на Apple софтуер и хардуер са неразривно свързани.
На 6 юни 2005 г. Apple обявява, че ще започне да използва процесори на Intel от началото на 2006 г., като преходният период ще продължи до края на 2007 г.

## Продукти

### Macintosh
Mac (известни в миналото и като Macintosh), са серия компютри, произвеждани и продавани от компанията.
Линии Macintosh устройства, които са в производство:
- iMac: Потребителски всичко-в-едно компютър, представен през 1998 г.
- Mac Mini: Потребителски компютър с малки размери, представен през 2005 г.
- MacBook Pro: Ноутбук за професионалисти, представен през 2006 г.
- Mac Pro: Работна станция, представен през 2006 г.
- MacBook Air: Олекотена и по-лека версия на MacBook, представен през 2008 г.

Също така Apple предлага голям брой аксесоари, съвместими с устройствата от серията.

### Apple iPhone
iPhone са серия смартфони, произвеждани от компанията. Първият iPhone излиза на пазара през януари 2007 г.

### Apple iPod
На 23 октомври 2001 г. Apple представи цифровия музикален плейър iPod. Оттогава са въведени няколко актуализирани модела, а iPod вече е лидер на пазара на преносими музикални плейъри. Над 390 милиона бройки са продадени към септември 2015 г.

### Apple iPad
iPad са серия таблети, произвеждани от компанията.

### Apple Watch
Apple Watch са серия смарт часовници, произвеждани от компанията.

### Apple TV
Apple TV е дигитален медия плеър, който добавя функционалности към телевизорите, към които се свързва. Потребителят може да сърфира в интернет, да слуша музика, да тегли приложения и да играе игри.

### Apple Vision Pro
Apple Vision Pro е предстояща слушалка с разширена реалност. Потребителят може да сърфира в интернет, да гледа видеа от галерия, да гледа филми и да прави FaceTime разговори.

### Софтуер
Apple разработва свои собствени операционни системи за своите устройства, macOS за Mac, iOS за iPhone, iPadOS за iPad, watchOS за Apple Watch и tvOS за Apple TV.
iCloud осигурява облачно съхранение и синхронизация на широк спектър от потребителски данни, включително документи, снимки, музика, архивиране на устройства и данни от приложения. Apple Music е услуга за стрийминг на музика и видео.

## Лого
Според Стив Джобс името на компанията е избрано, защото той самият е израснал на ферма с ябълкови насаждения и освен това е привърженик на веганството (и по-точно на плодовата диета).
Първото лого изобразява Исак Нютон под ябълково дърво, но почти веднага е заменено от нахапаната ябълка, изпъстрена с цветовете на дъгата, изработено от Роб Яноф. Многоцветното лого на Apple е използвано в продължение на 22 години, преди Стив Джобс да го смени отново по-малко от година след завръщането си в компанията през 1997 г. Цветовете символизират факта, че Apple II има цветен графичен интерфейс.
На 27 август 1999 г. (една година след пускането на iMac G3), цветното лого официално е сменено с едноцветно. Това се обяснява с началото на период на експерименти с логото на компанията, в който то се поставя на видно място по устройствата. Ето защо цветната ябълка вече не е била толкова атрактивна за новите идеи, тъй като повече напомня на детска играчка. С пускането на iOS 7 и OS X Mavericks в края на 2013 г. логото вече изглежда плоско.
Макар че Стив Джобс и Стив Возняк са фенове на Beatles, тяхната компания води дългогодишни съдебни дела относно името и логото с ябълката с мултимедийната английска компания Apple Corps, създадена през 1967 г. от членовете на Beatles и чието лого е също ябълка, но зелена. В крайна сметка споровете са разрешени чрез сключване на споразумение през 2007 г., според което американската компания става собственик на всички форми на логото с ябълката, но предоставя изключителното право за ползването им на английската компания.